# Spooner’s Estate
Spooner's Estate ist eine historische Baumwolle- und Zuckerrohr-Plantage auf der Insel St. Kitts im karibischen Inselstaat St. Kitts und Nevis, in den Kleinen Antillen.
Das Gelände liegt in der Nähe des südlichen Endes der Town of Cayon im Parish Saint Mary Cayon. Das Anwesen gilt als eines der besterhaltenen Beispiele der landwirtschaftlich-industriellen Geschichte von St. Kitts. Auf dem Gelände befindet sich die einzige erhaltene Egreniermaschine (cotton ginnery, Maschine zum Entkörnen der Baumwollkapseln) auf der Insel.

## Geschichte
Die Plantage hat ihren Ursprung in einer Zugtier-getriebenen Zuckermühle aus dem späten 17. Jahrhundert. Im späten 19. Jahrhundert wurde sie auf Dampfantrieb umgerüstet.
Um 1900 ging sie an die Eigentümer Sendall and Wade über. Die neuen Eigner schrieben Industriegeschichte in der Karibik, da sie 1901 die erste Cotton Ginnery auf St. Kitts bauten und Spooner’s Estate zu einer der ersten karibischen Plantagen machten, die erfolgreich von  Zuckerrohrindustrie auf Baumwollproduktion umstellten.
Das Anwesen ist noch heute zu sehen und in der Anlage sind Bauten und Ruinen von Anlagen aus dem 17., 19. und 20. Jahrhundert zu besichtigen. Sie sind Zeugnisse von drei großen Perioden der Landwirtschaftsgeschichte in St. Kitts und Nevis. Bisher wurden noch keine offiziellen Konservierungs- oder Restaurierungsarbeiten unternommen.